# بو غوستافسون
بو غوستافسون (بالسويدية: Bo Gustafsson)‏ هو منافس ألعاب قوى سويدي، ولد في 29 سبتمبر 1954 في Strömstad ‏ في السويد.

## وصلات خارجية
- بو غوستافسون على موقع الاتحاد الدولي لألعاب القوى (الإنجليزية)
- بو غوستافسون على موقع اللجنة الأولمبية الدولية (الإنجليزية)
- بو غوستافسون على موقع أوليمبيديا (الإنجليزية)
- بو غوستافسون على موقع اللجنة الأولمبية السويدية (السويدية)